# استیون هیلیارد استرن
استیون هیلیارد استرن (انگلیسی: Steven Hilliard Stern؛ ‏ ۱ نوامبر ۱۹۳۷ – ۲۷ ژوئن ۲۰۱۸) کارگردان فیلم، و فیلم‌نامه‌نویس اهل کانادا بود.
از فیلم‌ها یا مجموعه‌های تلویزیونی که وی در آن‌ها نقش داشته است، می‌توان به دو و پول اشاره نمود.